# Batalla de las Cocos
La batalla de las Cocos fue una acción naval y una de las primeras batallas navales de la Primera Guerra Mundial. El telégrafo de la isla de Dirección (Cocos), un punto estratégico vital que vinculaba el Reino Unido de Gran Bretaña e Irlanda, Australia y Nueva Zelanda, fue atacado el 9 de noviembre de 1914 por el crucero ligero alemán SMS Emden en una acción anfibia.
El HMAS Sydney, crucero australiano, respondió al ataque y se proclamó vencedor al destruir el barco germano.

## Breve reseña
Durante la noche del 8 al 9 de noviembre, el SMS Emden, al mando del capitán Karl von Müller, llegó a las Islas Cocos con el objetivo de destruir la estación telegráfica.
Desde allí envió una señal para desactivar la estación de transmisión inalámbrica y por cable de la isla mediante el desembarco de un destacamento de asalto de cincuenta marinos al mando del primer oficial Hellmuth von Mücke, con el objeto de volar dicha instalación. 
No obstante, la estación consiguió transmitir una llamada de socorro antes de que la señal se cerrase. El aviso fue recibido por el convoy HMAS Sydney, que se encontraba cerca del lugar. 
Los alemanes no ignoraban la presencia de unidades enemigas, pero sus telegrafistas calcularon mal la posición del HMAS Sidney situándolo a mucha mayor distancia que la que realmente se hallaba. 
El HMAS Sydney sorprendió al SMS Endem  en el momento que inutilizaba la estación y sin posibilidad de poder escapar, por lo que entabló un combate naval desigual ante su adversario.
El SMS Emden, a pesar de que alcanzó en algunas oportunidades a su enemigo, fue incapaz de infligir daño significativo al crucero australiano, el cual se alejó del alcance de tiro alemán y con su mayor alcance, cañoneó e impactó varias veces a su enemigo hasta que vio como la tripulación del barco alemán ondeaba una sábana blanca en señal de rendición. Von Müller ordenó varar el buque para impedir que los heridos se hundieran con él.
Inexplicablemente, el HMAS Sydney abandonó el lugar, dejando a los sobrevivientes alemanes a su suerte en la ruina flotante en que se había convertido el SMS Emden.
La nave australiana tenía simplemente órdenes de determinar el estado de la estación de transmisión, pero regresó al día siguiente para proporcionar asistencia médica a los alemanes. Von Müller y la tripulación sobreviviente aún estaban en el derruido crucero y fueron capturados por los australianos, los cuales los trataron con consideración.
Von Müller fue capturado y, en virtud de su valentía, se le permitió conservar su espada; fue transferido junto a la tripulación sobreviviente a un campo de prisioneros, en donde permanecieron hasta el final de la guerra.
El destacamento de asalto alemán al mando de Hellmuth von Mücke se fugó al otro lado de la isla y confiscó un viejo velero iniciando una épica singladura a través de Arabia, Siria y Turquía hasta alcanzar Alemania en junio de 1915.

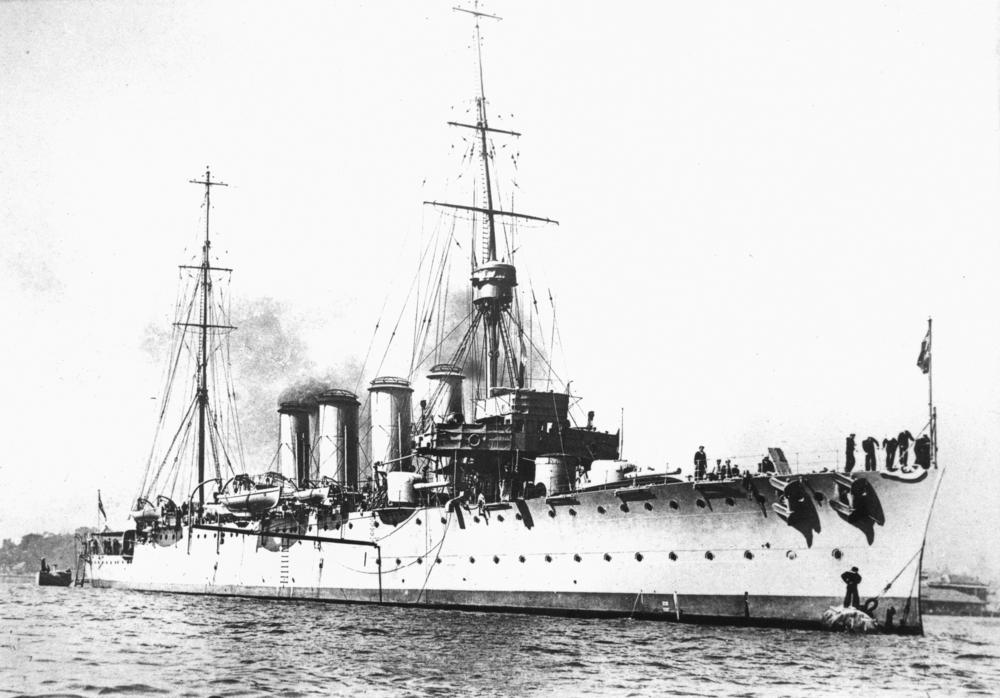
HMAS Sydney
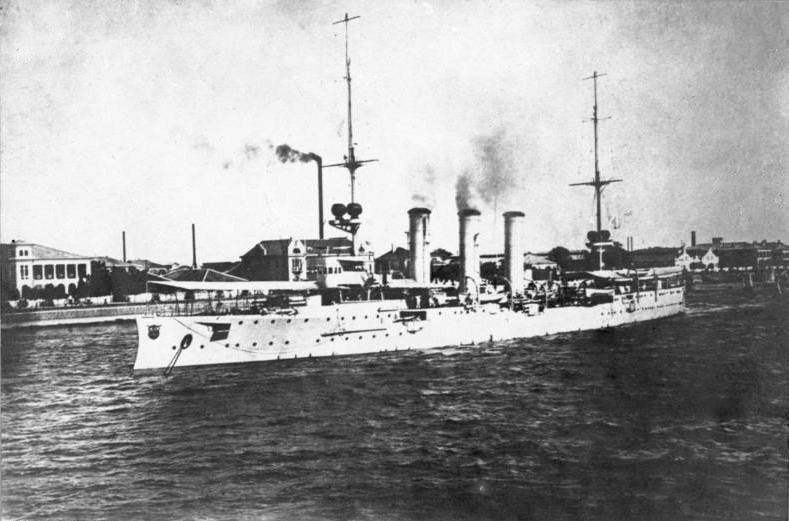
SMS Emden